# Ellaville
Ellaville è una città degli Stati Uniti d'America, situata in Georgia, nella Contea di Schley, della quale è il capoluogo.